# Amt Molfsee
Amt Molfsee var før 1. juni 2023 et amt i det nordlige Tyskland, beliggende i den østlige del af Kreis Rendsborg-Egernførde. Kreis Rendsborg-Egernførde ligger i den centrale del af delstaten Slesvig-Holsten. Administrationen i amtet var beliggende i byen Molfsee. Det tidligere Amt blev sammenlagt med det forhenværende Amt Flintbek til Amt Eidertal.

## Kommuner i amtet
- Blumenthal
- Mielkendorf
- Molfsee
- Rodenbek
- Rumohr
- Schierensee

## Historie
Amt Molfsee blev grundlagt i 1867. Man valgte Molfsee som administrationsby, selv om Blumenthal på den tid havde flere indbyggere, men Molfsee havde bedre vejforbindelser (Altona-Kieler Chaussee). I starten hørte den under Kreis Bordesholm, med da denne blev nedlagt i 1932 kom den under Kreis Rendsburg (nu Rendsborg-Egernførde).